# آنتونیو میرانته
آنتونیو میرانته (ایتالیایی: Antonio Mirante؛ زادهٔ ۸ ژوئیهٔ ۱۹۸۳) بازیکن سابق فوتبال اهل ایتالیا است.
از باشگاه‌هایی که در آن بازی کرده‌است می‌توان به یوونتوس، کروتونه، سیه‌نا، سمپدوریا، پارما، بولونیا، رم و میلان اشاره کرد.